# Joan Gamper
Joan Gamper (más néven Joan Kamper, Hans Gamper vagy  Hans Kamper) (Winterthur, Svájc, 1877. november 22. – Barcelona, 1930. július 30.) svájci labdarúgás-rajongó, játékos és klubelnök. Svájcban és Spanyolországban alapított focicsapatokat, melyek közül a legismertebb az FC Barcelona. Klubelnökként megalapozta a katalán csapat jövőjét.

## Korai évek
Hans-Max Gamper Haessig 1877. november 22-én Winterthurban, Svájcban született August és Rosine Emma Gamper öt gyermeke közül harmadikként, legidősebb fiúként. 8 éves volt, mikor édesanyja tuberkulózisban meghalt, ekkor a család Zürichbe költözött. Ifjúként aktív kerékpározó és futó, egész életében rajongott a sportokért, a focin kívül rögbizett, teniszezett és golfozott. Svájcban labdarúgásban volt sikeres. Az FC Basel kapitánya volt, de játszott az FC Excelsior Zurich-ben és az FC Zürich-ben is. 1897-ben a franciaországi Lyonba szólította a munkája, ahol az Athletique Union-ban rögbizett.

## Az FC Barcelona alapítója
1898-ban Barcelonában meglátogatta az ott élő nagybátyját, Emili Gaissert. Hans-Max Gamper Haessig tulajdonképpen Afrikába indult, hogy ott egy cukorkereskedelmi cég alapításában segédkezzen, de beleszeretett ebbe a katalán városba, és elhatározta, hogy itt le is telepedik. A katalán nyelv elsajátítása után fel is vette neve katalán változatát: Joan Gamper. Könyvelőként a Crédit Lyonnais-nál és a Sarria Railway Company-nél dolgozott, sportújságíróként pedig két svájci lapnak volt a munkatársa. Ekkor csatlakozott a helyi Svájci Evangélikus Egyházhoz, és egyben futballozni is kezdett a Sant Gervas-i protestáns közösségben. A Gimnasio Sole-ba is beiratkozott, ahol egy folyóirat kiadásában segédkezett (Los Deportes).

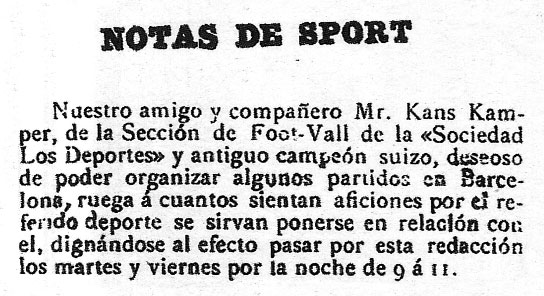
Hirdetés a Los Deportes sportlapban

1899. október 22-én ebben az újságban jelent meg a hirdetése egy labdarúgóklub szervezéséről. A pozitív fogadtatás eredményeképpen november 29-én a Gimnasio Sole-ban megtartott találkozón megszületett a Futbol Club Barcelona. Az alapítók svájci, angol és katalán rajongókból tevődtek össze. Úgy tartják, hogy Gamper a legendás klubszíneket, a blaugranát (gránátvörös-kék)  az FC Basel után választotta. Mindenesetre azok a svájci csapatok, ahol Gamper előzőleg fultbalozott, mind a Zürich kantoni, mind pedig a Crosby-i (Merseyside) Merchant Taylors' School maguknak tulajdonítják a ötletet. Annak ellenére, hogy Gampernek vezető szerepe volt a klubban, eleinte csak vezetőségi tag és  csapatkapitány szerepét választotta. Még csak 22 éves volt, és mindenekelőtt futballozni szeretett. 1899 és 1903 között 48 mérkőzést játszott a FC Barcelonában, több, mint 100 gólt lőtt ez idő alatt. 1900/1901-ben a Barca csapat tagjaként elnyerte a klub első kupáját, a Copa Macaya-t. Ezt az eseményt az első katalán bajnokságként tartják számon. 1902-ben az első Copa del Rey-döntőben játszott. A Barca 2-1-re veszített a Club Vizcaya elleni mérkőzésen.

## Klubelnök
1908-ban Gamper átvette a Barca vezetését, hogy megmentse a csődtől a klubot. Később ötször vállalta a klub elnökségét (1908–09, 1910–12, 1917–19, 1921–23 és 1924–25); összesen 25 évet töltött a vezetőségben. Elnökként a legnagyobb eredménye a Barca saját stadionjának megteremtése: elsőként 1909-ben a Carrer Industria megnyitásával, majd 1922-ben, amikor a Barca átköltözött a tágasabb Les Corts-ba. Elnöksége alatt mutatkozott be három korai Barca-legenda is – Alcántara, Zamora és Josep Samitier. Gamper eleinte ellenezte a profizmust, majd később elfogadta azt, és ő nevezte ki az angol Jack Greenwellt a klub első professzionális vezetőjének. Gamper vezette be az ún toborzóutakat is, melyek eredményeképp 1922-re a klubnak több, mint 10 000 tagja lett.
Utolsó elnöki ideje személyes tragédiával, vitás körülmények között ért véget.  1925. június 24-én az FC Barcelona szurkolói hangosan zavarták a spanyol himnusz előadását, majd megtapsolták a Brit Királyi Tengerészet zenekarának előadásában elhangzó God Save The Queen-t. A Miguel Primo de Rivera vezette spanyol diktatúra Gampert a katalán nacionalizmus támogatásával vádolta. Eredményként a Les Corts-ot hat hónapra bezárták, és Gampert kiutasították Spanyolországból. Visszatért Svájcba, ahol magánéleti és anyagi gondok okozta depresszióba esett. 1930. július 30-án öngyilkos lett.

## Epilógus
1966-ban az aktuális Barca-elnök, Enric Llaudet létrehozta Gamper emlékére a Trofeo Joan Gamper-kupát. Ezt az előszezoni bajnokságot nemzetközi vendégcsapatokkal, hagyományosan a szezonra való felkészítő célzattal játsszák. A Barca tisztelete jeléül befagyasztotta Gamper tagsági számát. Barcelonában a Les Cort kerületben utca van elnevezve róla (Calle de Joan Gamper). A 2002-es évet a klub Gamper születése 125. évfordulójának szentelte. 2004-ben a Barcelonában 1910 óta képviselettel rendelkező svájci biztosítótársaság (Winterthur Group) az FC Barcelona kosárlabdacsapat hivatalos támogatója lett, melynek eredményeképp a csapat Gamper szülőhelyének nevét viseli (Winterthur FCB). A említettek, és az a tény, hogy a Barca Gamper elképzelésének megtestesítőjévé fejlődött, tisztelgés egy igazi sportember előtt. Ma a Barca több, mint egy szimpla labdarúgóklub. Támogatja a tömegsportokat, saját rögbi-, bicikli-, kosár- és kézilabdacsapata van. Görhoki, teremfoci, női futball, röplabda, baseball és gyephoki is megtalálható itt. Az évek során még jégkorong- és amerikai futball-csapata is volt a Barcanak (FC Barcelona Dragons).